# مربيه ربه

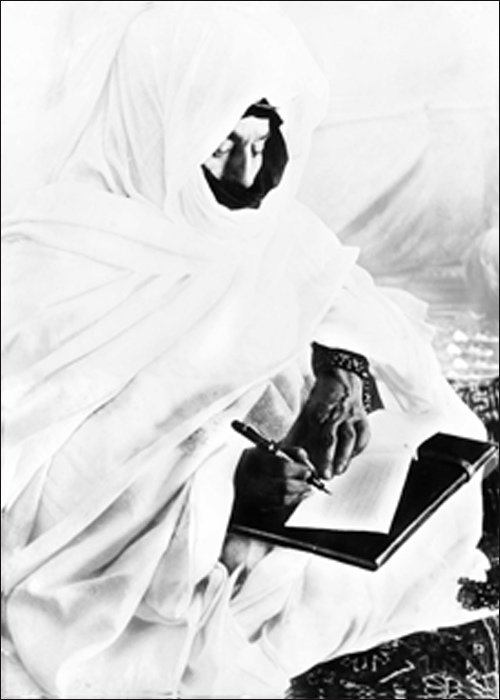
الشيخ امربيه ربه بن الشيخ ماء العينين بـطرفاية سنة 1939م.

محمد مصطفى مُربِّيه ربُّه بن ماء العينين (مواليد 14 ربيع الأول 1298 هـ / 13 فبراير 1881م تيرس بوادي الذهب - توفي 19 ربيع الثاني 1361 هـ / 4 مايو 1942م، تافودارت) هو علامة ومجاهد مغربي، ألف العديد من المؤلفات في مختلف العلوم الإسلامية الباطنة منها والظاهرة، وشارك في الحملات الجهادية ضد الاحتلال الفرنسي في جنوب المغرب جنبا لوالده الشيخ ماء العينين وأخيه أحمد الهيبة. وقاد تعبئة القبائل السوسية التي أجمعت على تعيينه رئيسًا للمجاهدين، وقاوم الاحتلال في محاولات حصار تزنيت سنة 1913م، وبعد استسلام القبائل السوسية سنة 1915م اتجه نحو طرفاية ليواصل جهاده مع زعماء الحركة الوطنية المغربية هناك. وكان له اتصال بعلماء المشرق خلال رحلته للحج في الحجاز سنة 1938م. له عدة مؤلفات في التصوف والفقه والتاريخ والرحلات والشعر.
أسس زاوية هصباوة سنة 1913م وزاوية طرفاية سنة 1937م مباشرة بعد الانتهاء من مقاومته للاستعمار بسوس وسقوط قلعة كردوس بيد الفرنسيين سنة 1934م.
| مربيه ربه | "سأظل أجاهد فرنسا ولو لم يبق معي إلا عصاي مادام بالإمكان صدهم عن شبر من هذا الجزء من بلاد الإسلام" | مربيه ربه |

## مولده
ولد الشيخ امربيه ربه يوم الأحد عام 1298 هـ الموافق 1881 م بمنطقة ازمول الطيحة ناحية وادي الذهب جنوب المغرب، والدته هي ميمونة بنت أحمد علي نشأ وهو الولد الثاني عشر من أبناء الشيخ ماء العينين وترعرع في كنف والده. كان الشيخ امربيه ربه شبيها بوالده في الصورة الظاهرة والشكل والقامة وفي الخط والعلم والأخلاق الإسلامية.

### زاوية هصباوة
تأسست زاوية الشيخ امربيه ربه بايت باعمران عام 1913م وهي أول زاوية تؤسس بعد وفاة الشيخ ماء العينين عام 1910. مباشرة بعد وفاة والده توجه الشيخ إلى صبويا وأسس زاويته التي لعبت دروا هاما في نشر العلم والتربية الدينية والوطنية في المنطقة وخارجها، كما كانت قاعدة خلقية للمجاهدين وقلعة من قلاع الصمود كان يتردد عليها الشيخ طيلة فترة جهاده لجمع المتطوعين للجهاد والتزود بالمؤن والعتاد خاصة أن الزاوية قائمة الذات من حيث مواردها لان الأراضي المحيطة بها أراضي زراعية في ملك الشيخ امربيه ربه اشتراها من ماله الخاص وكان محصول الأراضي أحد الموارد الأساسية للمجاهدين.
يقول الشيخ مربيه ربه:

### بيعته
يقول الشيخ امربيه ربه 
بعد وفاة الشيخ أحمد الهيبة تمـت بيعة الشيخ مربيه ربه زعيما وأميرا واماما وقائدا للجيش المجاهدين في مؤتمر كردوس يوم 25 رمضان 1337 هـ وأشهدوا الناس الحاضرين واحدا واحدا فكتبت البيعة في قرطاس كبير ونسخت منها عدة نسخ أرسلت إلى أعيان القبائل والقواد والعلماء والأدباء ورؤساء الزوايا. كما حضرته جميع قيادات الجهاد الصحراوي والسوسي وكان محاطا بمجموعة من رجال ثقته، وتمت البيعة لأن شروط الزعامة والحكمة والشجاعة ورباط الجأش متوفرة في شخصه، وكان يوصف بالرجولة والحنكة والإقدام. كما أنه كان حاضرا في كل الأحداث منذ عهد والده الشيخ ماء العينين وأخيه الشيخ أحمد الهيبة، كما أنه يقوم دائما بقيادة المجاهدين بنفسه حتى كرس معظم أيام حياته في التخطيط والتنظيم للهجمات الشرسة التي كان يقودها ضد الجنود الفرنسيين وأعوانهم، مما أكسبه تجربة كبيرة وخبرة عسكرية وسياسية.
وخطب خطابا سياسيا وعسكريا، وذكر بالحاضرين بظروف المغرب الحالية وأحيى في نفوسهم روح الجهاد مذكرا بالعهد الذي يربط قبيلة الشيخ ماء العينين وبين قبائل الصحراء وسوس، كما دعا إلى تناسي الأحقاد، وتعاهدوا على أن يدافعوا عن الوطن لقد تحول كردوس إلى مركز عام لقيادة كبرى تدير المهام السياسية والعسكرية.

يقول المختار السوسي: 

ويضيف: 

### جهاده
خاض عدة معارك بطولية لمدة 23 سنة ضد المستعمر الفرنسي ابتدأت من سنة 1912م وانتهت سنة 1934 وهذه أسماء بعض المعارك التي اعترف بها المستعمر:
بعض من أسماء المعارك:
- معركة امصكرود 9-7-1912.
- معركة صخور الرحمانة: 16-8-1912.
- معركة أوهام 22-8-1912.
- معركة واد الفران 23-8-1912.
- معركة سيدي بوعثمان: 5-7-سبتمبر-1912

يقول الشيخ بعد نهاية الجهاد :
«... لو أنهم أتونا بمثل العدة التي في أيدينا لكان ظننا أنهم لن يحصلوا على طائل قياسا على الوقائع بيننا معهم في الماضي، لكنهم أتونا بهذه الآلات التي لم تكن عند القبائل والله غالب على أمره...»
ويضيف :
«...إنني جاهدت في الله حق جهاده عملا بالكتاب والسنة كما جاهد والدي وأخي...».

### هجرته من كردوس إلى طرفاية
قبل خروجه حذره البعض بان الطريق كلها مخاطر ومحاصرة وانه سيقبض عليه فقال
وهذا مسار هجرته:
- خروجه من كردوس ليلة الأحد 17 ذي القعدة عام 1352 هـ متجها إلى طرفاية عبر المحطات التالية
- ديار من مجاطة قرب تزروالت.
- بلاد رخاوة ليلة الاثنين 18 ذي القعدة.
- مروره قرب تيملاي الفوقانية.
- أجنة أبي الحبال (يويزكارن).
- مروره قرب تاكانت.
- غربي اكسيل فاجتمع باخيه الشيخ محمد الإمام سرا.
- دخوله اباينو وقت صلاة الصبح.
- صبويا وبها زاويته فاجتمع بخليفته بها السيد سيدي عثمان بن حسن.
- ثم اتخذ طريق البحر مرورا بمقطع مرزوكة.- فم واد اسافن- فم الزويوي- مقطع لمعيطرف.- فم سهب الحرشة.- فم الشبيكة.- وادي لعكيك.- وادي ام فاطمة.- الغرد الأحمر.- تيدرارت.
- الدخول الميمون لطرفاية كان يوم الخميس 28 ذي القعدة عام 1353 هـ، بعد صلاة العصر.

### زاوية طرفاية
مباشرة بعد انتهاء مقاومته للاحتلال بسوس والصحراء وبعد أن كثر أتباعه والتحق به عدد هام من العلماء والتلاميذ والأهل والأحباب. وصار معه خلق كثير، شرع في بناء [زاويته] بالمدينة لتستوعب هذا الجم الغفير من الناس، وبدأ في تأسيسها موازنة مع بناء المسجد الأول بطرفاية سنة 1934، وهو الذي وضع الحجر الأساس له وحدد لهم اتجاه القبلة وبعد الانتهاء من البناء امم بالناس وصلى بهم أول صلاة جمعة تقام بطرفاية فعين محمد محمود (1876- 1972 م) بن سيدي إبراهيم بن أحمد فال بن السالكي إماما للجامع ومدرسا للقرآن، ومنذ ذلك الوقت أصبحت تقام الصلوات الخمس بالمسجد. وقد لعبت الزاوية دورا هاما في نشر العلم، والتربية الدينية والوطنية في المنطقة وخارجها، نظرا لما اشتهر به مؤسسها من معرفة موسوعية جعلته يكون محط تقدير، وإكبار العديد من علماء ومفكري عصره في سوس، وفاس، ومراكش، و تطوان، وموريتانيا، والمملكة العربية السعودية، ومصر، والذين كانت تربطه بهم صلات وثيقة، مما أعطى لهذه الزاوية إشعاعا واسعا تجاوز حدود وطننا. لهذه الزاوية بابان باب ساحلي خاص للاستقبال الوفود، باب جنوبي خاص بالعيال والنساء. وتضم هذه الزاوية العديد من الغرف الكبيرة والواسعة وكذا ساحات، كما توجد بها أماكن أعدها للكتب وجلوسه فيها وقت التأليف، وبها اجنحة خاصة بالوفود وأخرى للعيال أضف إلى مساكن الخدم ومخازن. وكان لباس الجميع ومعاشهم على نفقة الشيخ.كماكانت له الكثير من الأنعام (إبل غنم والأبقار وكذا الخيل....)
وكانت المراجل التي تستعمل في طهي الطعام للضيوف والعشيرة يتسع الواحد منها للثور أو الجمل. بالرغم مما أعطاه الله من النعم الظاهرة والباطنة فقد كان هذا الشيخ زاهدا ولم يلهه عن ذكر الله وعبادته والاشتغال بالقراءة وتاليف..
وقد ساهمت هذه الزاوية في دعم واغناء عدة مكتبات نخص بالذكر مكتبة الوقش بتطوان، حسبما ثبته رسالة الأستاذ عبد الخالق الطريس يشكر فيها الشيخ مربيه ربه على مبادرته المتمثلة في تزويد مكتبة الوقش التابعة لوزارة الأوقاف في الحكومة الخليفية بمجموعة من الكتب سنة 1935.

### وفاته
توفي يوم 19 ربيع الثاني 1361 هـ، ويروى أنه قبل وفاته بأيام رأى رؤيا أتاه فيها الصحابة الأربعة وقالوا له : شفيت عفيت وكفيت والميعاد تافودارت فارتحل إلى تافودارت للقاء ربه فبعد أيام معدودات توفي الشيخ ملبيا نداء ربه عن عمر يناهز 63 سنة كلها جهاد وعلم وعطاء وبطولات.
دفن الشيخ بتافودارت ويجاوره العديد من الصلحاء وأعيان الأسر وضريحه معروف ومشهور.

## مؤلفاته
خلف امربيه ربه عدة مؤلفات في شتى العلوم الظاهرة والباطنة وفي التصوف والطب والرحلات والأسرار والتوحيد والبلاغة والنحو وبالتالي كون مكتبة متنوعة في مختلف العلوم الإسلامية وساهمت مؤلفاته في بلورة كثير من ميادين العلم والمعرفة وانتفع بها العلماء وطلاب العلم ومريديه داخل البلاد وخارجه وقد كان الشيخ غزير الإنتاج رغم الظروف الصعبة وكان يصطحب في رحله وترحاله مكتبة متنقلة على غرار والده تضم أمهات الكتب والأوراق والحبر الشيء الذي مكنه من تاليف عشرات الكتب. ولا يكاد يخلو بيت من بيوت اسرته أو اقربائه أو مرافقيه أو مريديه أو بيوت معاصريه بل وحتى المتاحف والخزانات الدولية والوطنية إلا وتجد رسالة له أو كتابا أو تأليفا من تاليفيه أو اشياء تخصه.
عناوين بعض تآليفه:
- واهب الزيادة الأسنى في أسماء الله الحسنى.
- مغناطيس النعم.
- محمد اللسان والفكر فيما يتعلق بالحمد والشكر.
- ربيع الاسرار المتريع في أسرار المربع
- نفع الوبري والمدري في الكلام على الجدري
- ترياق الأبدان في تدبير الأسنان
- أمراض السل وعلاجها
- نظم في أخلاق النساء
- نظم الترجمان العام
- بحور البدائع المحتوية على درر الأشعار المصطفوية، ديوان شعر.
- لبانة المجاهدين وبغية الطالبين